# Обеднённый гексафторид урана
Обеднённый гексафторид урана (другие названия — ОГФУ, урановые хвосты, анг. DUF6)  — побочный продукт переработки гексафторида урана в обогащённый уран, одна из химических форм обеднённого урана(до 73-75%), наряду с обеднённой закисью-окисью урана (ОЗОУ, до 25%) и обеднённым металлическим ураном (до 2 %), в 1,7 раза менее радиоактивен, чем гексафторид урана и природный уран.

## История
Понятия обеднённого и обогащённого урана появились почти спустя 150 лет с момента открытия Мартином Клапротом в 1789 году урана. В 1938 году ряд ученых: немецкие физики Отто Ган и Фриц Штрассман открыли, а Л.Мейтнер и О.Фришем и параллельно с ними Г. фон Дросте и З.Флюгге теоретически обосновали деление атомного ядра изотопа 235U. Это открытие стало началом мирного и военного использования внутриатомной энергии урана. Год спустя Ю. Б. Харитон и Я. Б. Зельдович впервые показали теоретически, что при незначительном обогащении природного урана по изотопу 235U можно придать процессу цепной характер, создав необходимые условия для непрерывного деления атомных ядер. Принцип цепной ядерной реакции подразумевает, что хотя бы один нейтрон, при распаде атома изотопа 235U, будет захвачен другим атомом 235U и, соответственно, также вызовет его распад. В этом процессе большую роль играет вероятность такого “захвата”. Для повышения этой вероятности необходимо долевое увеличение изотопа 235U, который в природном уране составляет лишь 0,72 %, наряду с основным 238U, занимающим 99,27 % и 234U - 0,0055 % соответственно. Малая доля содержания в природном уране изотопа 235U, при применении его как первичного делящегося материала в большинстве сфер ядерных технологий, обусловила необходимость обогащения природного урана по этому изотопу.
Со временем в процессе совершенствования ядерных технологий были определены оптимальные технологические и экономические решения, требующие увеличения доли 235U, то есть обогащения урана и как следствие этих процессов, появление эквивалентного количества обеднённого урана с содержанием в нем изотопа 235U менее 0,72%. Степень содержания 235U в образующемся, в процессе обогащения, обеднённом уране зависит от цели обогащения.

### Конкуренция
К середине 60-х годов прошлого столетия США были монополистом по поставкам уранового топлива для западных АЭС. В 1968 году СССР заявил о готовности принимать заказы на обогащение урана. В результате в мире стал формироваться новый конкурентный рынок, стали появляться новые коммерческие компании по обогащению (URENCO и Eurodif). Первый контракт СССР был подписан в 1971 году с Комиссариатом по атомной энергии Франции, где активно строились АЭС. В 1973 было подписано уже около 10 долгосрочных контрактов с энергокомпаниями из Италии, Германии, Великобритании, Испании, Швеции,Финляндии, Бельгии и Швейцарии. К 1975 году СССР занимал 9% мирового рынка обогащения урана. В конце 1980-х СССР вышел и на рынок США. При этом услуги обогащения в СССР были существенно дешевле западных (цена ЕРР в 1980-е была минимум в два раза ниже, чем у европейских URENCO и Eurodif ($115–190) против $60–65 у СССР). Пик экспортных поставок услуг по обогащению советских времен к 1979-1980 годам составлял до 5 млн ЕРР в год, что составляло до 1/3 всех советских мощностей по обогащению урана. Развитие рынка обогащения привело к накоплению за этот период свыше 2 млн. тонн ОГФУ в мире.

### Терминология
С начала открытия урана и его свойств некоторые термины, такие как Q-металл, деплеталлой или D-38, претерпели трансформацию или полностью утратили свою актуальность, а взамен им появились новые. Обеднённый гексафторид урана, в отличие от английской терминологии имеющей единое понимание (DUF6), в русском языке имеет еще один часто применяемый термин — "урановые хвосты". Обеднённый гексафторид  урана в ненаучной среде также еще называют обеднённым ураном (ОУ), а обеднённый уран, в свою очередь, гексафторидом урана (фторид урана(VI)). Все эти три термина имеют между собой существенные различия не только по изотопному составу (в варианте ОГФУ, как продукта переработки фторида урана (VI)), но и в понимании целого и его составных частей. Обеднённый уран, как целое понятие, в зависимости от целеназначения, может находиться в нескольких химических формах: в форме — ОГФУ, самой распространённой, с плотностью 5,09 г/см³, в форме обеднённой закиси-окиси с плотностью 8,38 г/см³, в форме обеднённого металлического урана с плотностью 19,01 г/см³.

## Физические свойства
Основная статья: Гексафторид урана
Основными отличиями гексафторида урана и ОГФУ, помимо изотопного состава, являются различие в их происхождении и дальнейшее предназначение и применение. Гексафторид урана — промежуточный продукт, искусственно создаваемый путем фторирования элементным фтором тетрафторида урана, в объемах, необходимых для получения обогащённого урана. ОГФУ — остаточный продукт переработки гексафторида урана в обогащённый уран. По окончании процесса обогащения по 235U исходный гексафторид урана, с природным изотопным составом (обусловленным соотношением изотопов природного урана ), преобразуется в два других продукта переработки (с новыми соотношениями изотопов 235U, 238U и 234U), в обогащённый уран и в ОГФУ.
В силу одинаковых химических свойств различных изотопов урана, химические и физические свойства веществ обеднённого гексафторида урана и гексафторида урана с природным составом изотопов, равно как и обогащённого урана, идентичны, за исключением степени радиоактивности. Обеднённый гексафторид урана, как первичная форма обеднённого урана, может быть переведен в другие формы ОУ с иной плотностью. В нормальных условиях ОГФУ представляет собой прозрачные или светло-серые кристаллы с плотностью 5,09 г/см3. При температуре ниже 64,1 °C и давлении 1,5 атмосфер твердый ОГФУ переходит в газообразную форму и обратно минуя жидкую фазу. Критическая температура 230,2 °C, критическое давление 4,61 МПа.

## Радиоактивность
Радиоактивность ОГФУ полностью определяется изотопным составом и соотношением изотопов урана (234U, 235U и 238U), так как входящий в соединение природный фтор имеет лишь один стабильный изотоп 19F. Удельная активность гексафторида природного урана (с содержанием 0,72% 235U) составляет 1,7×104 Бк/г и на 97% определяется изотопами 238U и.234U.
| Изотоп урана | Массовая доля в природном уране | Период полураспада, лет | Активность 1 мг чистого изотопа | Вклад в активность природного урана |
| 238 U        | 99,27%                          | 4,51 × 109              | 12,4 Бк                         | 48,8%                               |
| 235 U        | 0,72%                           | 7,04 × 108              | 80 Бк                           | 2,4%                                |
| 234 U        | 0,0055%                         | 2,45 × 105              | 231000 Бк                       | 48,8%                               |

При обогащении урана в нем увеличивается содержание легких изотопов, 234U и 235U. И хотя 234U*, несмотря на гораздо меньшую массовую долю, вносит больший вклад в активность, целевым для применения в атомной промышленности является 235U. Поэтому степень обогащения или обеднения урана определяется по содержанию 235U. В зависимости от содержания 235U ниже природного уровня в 0,72%, активность ОГФУ может быть во много раз меньше активности гексафторида природного урана:
| Тип гексафторида урана                          | Степень содержания 235 U | Скорость радиоактивного распада, Бк / г | Активность по отношению к гексафториду природного урана |
| Природный (с природным составом изотопов урана) | 0,72%                    | 1,7 × 104                               | 100%                                                    |
| Обеднённый                                      | 0,45%                    | 1,2 × 104                               | 70%                                                     |
| Обеднённый                                      | 0,2%                     | 5,3 × 103                               | 32%                                                     |
| Обеднённый                                      | 0,1%                     | 2,7 × 103                               | 16%                                                     |

* Значения удельной активности включают активность 234U, который концентрируется в процессе обогащения, и не включают вклад дочерних продуктов.

## Получение
Для атомной энергетики используется низкообогащённый (англ. Low enriched uranium, LEU) уран с обогащением 2—5% (за некоторым исключением при использовании в природном составе 0,72%, например в канадских энергетических реакторах CANDU), в отличие от оружейного высокообогащённого урана с содержанием атомов 235U  свыше 20 %, а в отдельных случаях более 90%, достигаемой при предельном обогащении. Для получения обогащённого урана используются различные методы разделения изотопов, преимущественно центрифугирование, а ранее - метод газовой диффузии. Большинство из них работают с газообразными гексафторидом урана (UF6), который в свою очередь получается путем фторирования элементным фтором тетрафторида (UF4 + F2 → UF6) или оксидов урана (UO 2 F2 + 2F2 → UF6 + О2), с большим выделением количества тепла в обоих случаях. Поскольку гексафторид урана является единственным соединением урана, переходящим в газообразное состояние при относительно низкой температуре, он играет ключевую роль в ядерном топливном цикле в качестве вещества пригодного для разделения изотопов 235U и 238U. После получения (методами газовой диффузии или центрифугирования) из гексафторида урана с природным изотопным составом обогащённого урана, оставшаяся часть (порядка 95% от общей массы) превращается в обеднённый гексафторид урана (как одну из форм обеднённого урана), который состоит в основном из 238U, поскольку содержание 235U значительно меньше 0,72% (в зависимости от степени обогащения) и практически отсутствует 234U. На сегодняшний день в мире накоплено порядка 2 млн. тонн обеднённого урана. Основная его часть хранится в форме ОГФУ в специальных стальных емкостях.
Способы обращения с обеднённым ураном в разных странах зависят от их стратегии в области ядерного топливного цикла. МАГАТЭ признает, что определение политики является прерогативой государства (п. VII Объединённой конвенции о безопасности обращения с отработавшим топливом и о безопасности обращения с радиоактивными отходами). С учетом технологических возможностей и концепций ядерного топливного цикла в каждой стране, имеющей разделительные производства, ОГФУ может рассматриваться как ценный сырьевой ресурс или низкоактивные радиоактивные отходы. Поэтому в мире отсутствует единый нормативно-правовой статус ОГФУ. Экспертное заключение МАГАТЭ ISBN 92-64-195254, 2001 и совместный отчет АЯЭ ОЭСР и МАГАТЭ Management of Depleted Uranium, 2001 признают ОГФУ ценным сырьевым ресурсом.
| Разделительные производства, страна   | Накоплено ОГФУ (тыс. тонн) | Ежегодный прирост запасов ОГФУ (тыс. тонн) | Форма хранения обеднённого урана (ОГФУ, закись окись, металл) |
| USEC / DOE (США)                      | 700                        | 30                                         | UF 6                                                          |
| Росатом (Россия)                      | 640                        | 15                                         | UF 6                                                          |
| EURODIF (Франция)                     | 200                        | 18                                         | UF 6, U 3 O 8                                                 |
| БНФЛ (Англия)                         | 44                         | 0                                          | UF 6                                                          |
| URENCO (Германия, Нидерланды, Англия) | 43                         | 6                                          | UF 6                                                          |
| JNFL, PNC (Япония)                    | 38                         | 0,7                                        | UF 6                                                          |
| CNNC (Китай)                          | 30                         | 1,5                                        | UF 6                                                          |
| SA NEC (Южная Африка)                 | 3                          | 0                                          | UF 6                                                          |
| Другое (Южная Америка)                | <1,5                       | 0                                          | -                                                             |
| Всего                                 | ≈ 1700                     | ≈ 70                                       | UF 6, (U 3 O 8 )                                              |

## Применение
В результате химического преобразования ОГФУ получается безводный фтороводород и/или его водный раствор (фтористоводородная, или плавиковая кислота), которые имеют определённый спрос на рынках не связанных с атомной энергетикой и в первую очередь в алюминиевой промышленности, в производстве хладагентов, гербицидов, фармацевтических препаратов, высокооктанового бензина, пластмасс и др., а также в повторном использовании фтористого водорода при производства гексафторида урана в процессе преобразования оксида урана (U3O8) в тетрафторид урана (UF4), перед дальнейшим фторированием в гексафторид урана UF6.

## Переработка
В мировой практике переработки ОГФУ наметилось несколько направлений. Одни из них проверены в полупромышленном варианте, другие эксплуатировались и эксплуатируются в промышленном масштабе сокращая запасы урановых хвостов и обеспечивая химическую промышленность плавиковой кислотой и промышленными фторорганическими продуктами.
| Способ переработки                                                                                  | Конечные продукты                                                                                |
| 1. Пирогидролиз UF 6 + H 2 O → UO 2 F 2 + 4 HF 3 UO 2 F 2 + 3 H 2 O → U 3 O 8 + 6 HF + ½ O 2        | Октоксид триурана и плавиковая кислота (20 -f 50 % HF)                                           |
| 2. Пирогидролиз в псевдоожиженном слое (на гранулах UO 2 )                                          | Диоксид урана (гранулированный) плотностью до 6 г / см3 и фтористоводородная кислота (до 90% HF) |
| 3. Восстановление водорода UF 6 + H 2 → UF 4 + 2 HF                                                 | Тетрафторид урана и фтороводород                                                                 |
| 4. Восстановление через органические соединения (CHCI) UF 6 + CHCI = CCI 2 → UF 4 + CHCIF - CCI 2 F | Тетрафторид урана, хладагенты, в том числе озонобезопасные (X-122)                               |
| 5. Восстановление через органические соединения (ССI 4 ) UF 6 + CCI 4 → UF 4 + CF 2 CI 2 + CI 2     | Тетрафторид урана и хладагенты метанового ряда                                                   |
| 6. Плазмохимическая конверсия UF 6 + 3 H - OH → 1/3 U 3 O 8 + 6 HF + 1/6 O 2                        | Окись триурана (плотность 4,5-4,7 г / см3) и фтороводород                                        |
| 7. Радиационно-химическое восстановление UF 6 UF 6 + 2 e → UF 4 + 2 F                               | Тетрафторид урана и фтор.                                                                        |

В зависимости от стратегии в области ядерного топливного цикла, технологических возможностей, международных конвенций и программ, таких как Цели устойчивого развития (ЦУР), Глобальный договор ООН, каждая страна индивидуально подходит к вопросу использования накопленного обеднённого урана. В России и США принят ряд долгосрочных программ по безопасному хранению и переработке запасов ОГФУ до их окончательной утилизации.

### Цели устойчивого развития
В рамках принятых ООН ЦУР атомной энергетике отводится существенная роль не только в обеспечение доступа к недорогостоящим, надежным, устойчивым и современным источникам энергии (7-я цель), но и способствование в достижении других целей, включая поддержку устранения нищеты,голода и нехватки чистой воды, экономического роста и отраслевых инноваций. Ряд стран, таких как Россия, Франция, США, Китай, в лице своих ведущих операторов атомной энергетики, приняли обязательства по достижению целей в области устойчивого развития. Для достижения этих целей применяются технологии как в рециклировании отработанного топлива, так и в переработке скопившегося ОГФУ.

## Транспортировка
Международные правила перевозки радиоактивных материалов регламентируются Международным агентством по атомной энергии (МАГАТЭ) с 1961 года и имплементированы в правила Международной организации гражданской авиации (ИКАО), Международной морской организации (ИМО), региональные транспортные организации.
Обеднённый гексафторид урана транспортируется и хранится при нормальных условиях в твердом виде в герметичных металлических контейнерах с толщиной стенок около 1 см, рассчитанных на экстремальные механические и коррозионные воздействия. Например, в наиболее распространённых для перевозок и хранения контейнерах “Y48” содержится до 12,5 тонн ОГФУ в твердом виде. При этом загружается и выгружается ОГФУ из этих контейнеров в заводских условиях в жидком виде в специальных автоклавах при нагревании.

## Опасность
Основная статья: Гексафторид урана. Опасность.
Ввиду низкой радиоактивности основное воздействие ОГФУ на здоровье связано с его химическим воздействием на функции организма. Химическое воздействие представляет собой основную опасность на объектах связанных с переработкой ОУ. Уран и фторидные соединения, такие как фтористый водород (HF), токсичны при низких уровнях химического воздействия. Когда обеднённый UF 6 контактирует с влагой воздуха, он реагирует с образованием HF и газообразного фторида уранила. Уран - тяжелый металл, который может быть токсичным для почек при приеме внутрь. HF - это едкая кислота, которая может быть очень опасной при вдыхании; он представляет собой основную опасность на таких производствах.
Во многих странах установленные пределы профессионального облучения растворимых соединений урана связаны с максимальной концентрацией урана в объеме  3 мкг на грамм ткани почек. Любые эффекты воздействий на почки в рамках этих нормативов, считаются незначительными и временными. Нынешняя практика, построенная на этих ограничениях обеспечивает адекватную защиту работников урановой промышленности. Чтобы гарантировать, что эта концентрация в почках не будет превышена, законодательство ограничивает долгосрочные (8 часов) концентрации растворимого урана в воздухе рабочего места до 0,2 мг на кубический метр и краткосрочные (15 минут) до 0,6 мг на кубический метр.

### Инциденты при транспортировке
В августе 1984 года судно Mont-Louis затонуло в Ла-Манше (у входа в Северное море) с 30 полными и 22 пустыми контейнерами с ОГФУ на борту. 30 контейнеров 48-Y с гексафторидом урана и 16 из 22 пустых контейнеров 30-В были найдены. Обследование 30 контейнеров выявило в одном случае небольшую течь в запорном клапане. Было взято 217 проб, подвергнувшихся 752 различным анализам и проведено 146 замеров уровней дозы на самих контейнерах. Не было обнаружено признаков утечки как радиоактивных (естественный уран или уран повторного использования), так и физико-химических веществ (фтор или фтористоводородная кислота). По материалам издания Washingtonpost данный инцидент не является опасным, поскольку перевозимый груз уран находится в своем естественном состоянии, с содержанием изотопа 235U в объеме 0,72% и ниже. Некоторая часть была обогащена до 0,9%.